# Jacob Dawson
Jacob Dawson (Gosport, 2 novembre 1993) è un canottiere britannico, vincitore del bronzo nell'otto a Tokyo 2020.

## Biografia
Agli europei di Glasgow 2018 e Lucerna 2019 ha vinto l'argento rispettivamente nel quattro senza e nell'otto.
Ai Mondiali di Plovdiv 2018 e Ottensheim 2019 ha conquistato il bronzo rispettivamente nel quattro senza e nell'otto.
Si è laureato campione continentale nell'otto agli europei di Varese 2021.
Ha rappresentato la Gran Bretagna alle Giochi olimpici estivi di  Tokyo 2020, differiti al 2021 a causa della pandemia di COVID-19, dove ha vinto il bronzo nell'otto, con Josh Bugajski, Tom George, Moe Sbihi, Charles Elwes, Oliver Wynne-Griffith, James Rudkin, Tom Ford e Henry Fieldman.
Nel 2023 si è laureato campione mondiale (Belgrado 2023) e continentale (Bled 2023) nell'otto.

## Palmarès
- Giochi olimpici

Tokyo 2020: bronzo nell'8;
Parigi 2024: oro nell'8.
- Mondiali

Plovdiv 2018: bronzo nel 4 senza;
Ottensheim 2019: bronzo nell'8;
Belgrado 2023: oro nell'8;
- Europei

Glasgow 2018: argento nel 4 senza.
Lucerna 2019: argento nell'8.
Varese 2021: oro nell'8.
Bled 2023: oro nell'8.